# 인간 지성론
《인간 지성론(人間知性論, An Essay Concerning Human Understanding, 1690)》은 존 로크의 주요 저서 중의 하나다.
로크는 젊었을 때부터 도덕이나 종교 문제에 관심을 가지고 그것을 추구해 나가는 동안 인간의 인식 능력이라는 문제에 봉착하여, 1671년 친구와의 토론 가운데서 인식론의 초고(草稿)를 집필했다. 그 후 프랑스의 철학에서도 영향을 받아, 이 초고를 더욱 전개시켜 체계화한 것이 이 책이다.
로크는 당시의 사람들이 종교나 도덕 문제에 대해서 대립하여 싸우는 것을 보고, 그것이 어디에서 생기는가를 추구하고, 관념이나 언어나 지식이 어떻게 해서 얻어지는가를 밝히게 되면 모든 사람이 찬동하는 보편적 명제(命題)가 얻어진다고 생각했다. 지식은 경험을 바탕으로 하여 만들어지는 관념의 결합이며, 이 결합을 이룩하는 것은 이성의 직관능력(直觀能力)이다. 사람들 사이에 선천적인 신념이나 인식의 대립이라는 것은 없고, 관념이나 언어의 의미를 명백히 하면 이론적으로나 실천적으로나 보편타당한 인식이 얻어질 것이라고 로크는 주장한다. 도덕론에 관해서는 쾌락과 고통이 선악(善惡)의 규준(規準)이라는 쾌락주의가 설명되고 있는데, 동시에 신의 상벌이나 세론(世論)의 상찬(賞讚)·비난이라는 규준도 고찰되어 있어서 쾌락주의에 투철하였다고는 할 수 없다. 로크의 인식론은 흄을 거쳐서 칸트에 영향을 주었고, 또한 그 쾌락주의는 벤담에 연결된다. 그러나 유물론의 입장에서는 홉스의 유물론에서 관념론으로 '일보 후퇴'라는 평가를 받고 있다.
로크는 이 책에서 경험론을 체계화하여 그의 철학은 조지 버클리와 데이비드 흄같은 계몽주의 철학자들에게 영향을 주었다. 

## 내용
제1권
지식이나 관념은 인간이 천성적으로 가지고 있는 것이 아니라고 주장한다. 그는 인간이 태어났을 때의 상태를 타불라 라사로 백지상태로 주장했다. 
데카르트와 고트프리트 빌헬름 라이프니츠 등의 이성주의자들이 주장한 본유관념(innate idea)이 없음을 주장하였다.  
제2권
관념이 경험에 의해서 생긴다. 이런 경험은 감각(sensation)이나 반성(reflection)에 의한 것으로 사람의 마음의 작용을 인식하거나 또는 지식을 얻는 것이다. 
로크는 관념에 관해 수동적인 단순한 관념과 능동적인 복합 관념으로 구분하였다.  단순관념은 더 이상 쪼갤 수 없는 원자처럼 감각적인 것이다. 이런 감각은 경험에 의해서 도출된다. 반면에 복합 관념은 단순관념들이 모여서 보편적 관념과 추상화가 가능하게 만든다.  복합관념은 세가지로 나뉘는 데, 양태, 실체, 관계관념이다. 
제3권
언어의 문제
제4권
지식의 문제.
인간이 가진 참된 지식의 범위와 진리의 속성에 대한 상세 설명

## 한국어 번역
- 《인간지성론》, 정병훈 외, 한길사, 2015.